# Krigsåret 1996

## Pågående krig
- Första Tjetjenienkriget (1994-1996)
  - Ryssland på ena sidan
  - Tjetjenien på andra sidan

- Första Kongokriget (1996-1997)
  - AFDL-gerillan under ledning av Laurent Kabila, Rwanda och Uganda på ena sidan
  - Zaire på andra sidan

## Händelser

### April
- 15 april - Rysslands styrkor inleder reträtten från Tjetjenien.[1]
- 26 april - Eldupphör mellan Israel och Hizbollahgerillan inleds i södra Libanon.[1]

### Juni
- 9 juni - Svenska flygvapnets centrum för utbildning av JAS-piloter invigs på F7 i Såtenäs.[1]

### Juli
- 18 juli - LTTE genomför en stor offensiv mot militärbasen Mullaittivu i nordöstra Sri Lanka.[1]

### Augusti
- 1 augusti - 83-årige Erich Priebke frikänns av en militärdomstol i Rom från anklagelser om massmord under andra världskriget.[1]
- 25 augusti - Svenska flygvapnet och Krigsflygskolan firar 70-årsjubileum med uppvisningar på Ljungbyhed.[1]

### September
- 3 september - USA militära mål i södra Irak vid det första amerikanska anfallet mot Irak med vapenmakt sedan Gulfkriget 1991.[1]
- 26 september - Ett 70-tal personer dödas och 400 skadas då isaeliska trupper och palestinsk polis drababr samman i Gazaremsan och på Västbanken.[1]
- 27 september - Talibanerna intar Kabul.[1]
- 29 september - Staden Klinoochi i norra Sri Lanka återerövras av den lankesiska armén, och därmed förlorar LTTE sitt sista stora fäste.[1]

### Oktober
- Oktober-december - Krig tvingar under cirka 750 000 rwandiska flyktingar att i Zaire och Tanzania att återvända till Rwanda.[1]
- 8 oktober - De nordiska försvarsministrarna möts i Kalmar och drar upp riktlinjerna för en gemensam nordisk styrka,  Nordcaps. Mer detaljer utlovas inför nästa möte, som förlagts till Grönland 1997.[1]
- 10 oktober - Två Viggenflygplan från Jämtlands flygflottilj kolliderar ovanför Ramsele. Piloterna lyckas skjuta ut sig med katapultstolarna, och landar oskadda i fallskärmar medan flygplanen kraschar i obebodd skogsmark, vilket utlöser skogsbränder.[1]
- 16 oktober - Ett Viggenflygplan från F 15 i Söderhamn störtar på uppdrag över Östersjön, och piloten omkommer.[1]

### November
- 27 november - Ratko Mladić får sparken som bosnienserbisk överbefälhavare.[1]
- 29 november - Haagtribunalen dömer kroaten Dražen Erdemović till 10 års fängelse för deltagandet i Srebrenicamassakern.[1]

### Okänt datum
- Enligt ett svenskt försvarsbeslut bantas det svenska försvaret kraftigt. Antalet brigader sätts till 13, antalet stridsfartyg till 33 och antalet flygdivisioner till 13.

## Avlidna
- 18 mars - Nils Sköld, 74, svensk arméchef.[1]
- 22 april - Dzokhar Dudajev, tjetjensk separatistledare och rebellpresident.[1]
- 18 maj - Djordje Djukić, bosnienserbisk general, anklagad för krigsförbrytelser i Bosnienkriget.[1]
- 1 augusti - Mohammed Farah Aidid, somalisk klanledare.[1]
- 3 augusti - Hans Jørgen Garde, dansk överbefälhavare (flygolycka).[1]

### Fotnoter
1. 1 2 3 4 5 6 7 8 9 10 11 12 13 14 15 16 17 18 19 20 21   Horisont 1996. Bertmarks